# Blanus tingitanus
La culebrilla ciega de Tánger (Blanus tingitanus) es una especie de reptil escamoso de la familia Amphisbaenidae.

## Descripción
Rostral de talla mediana, los machos pueden alcanzar una longitud de 254 mm, las hembras son menores, con la cola, que ocupa entre un 8 a un 11% de la longitud total. La cabeza tiene forma trapezoidal y está separada del cuerpo por un surco transversal dorsal. Coloración de fondo variable entre el rosa grisáceo y todos los tonos posibles del marrón, con el vientre de tonos más claros. Se han citado ejemplares parcialmente albinos. Posee 7 dientes premaxilares, 4-4 maxilares, 7-7 mandibulares. La muda de piel se realiza de una sola vez como los ofidios.

## Distribución
Esta especie es casi un endemismo del Rif, restringida a la Península Tingitana, la cuenca del río Zebú y la mitad occidental del Rif.
En España ocupa Ceuta, en los restos de medios forestales y subforestales.

## Hábitat
Vive en suelos con relativa humedad y materia orgánica, esponjosa o arenosa, normalmente silíceos, profundos y fácilmente excavables.